# جولشان رز

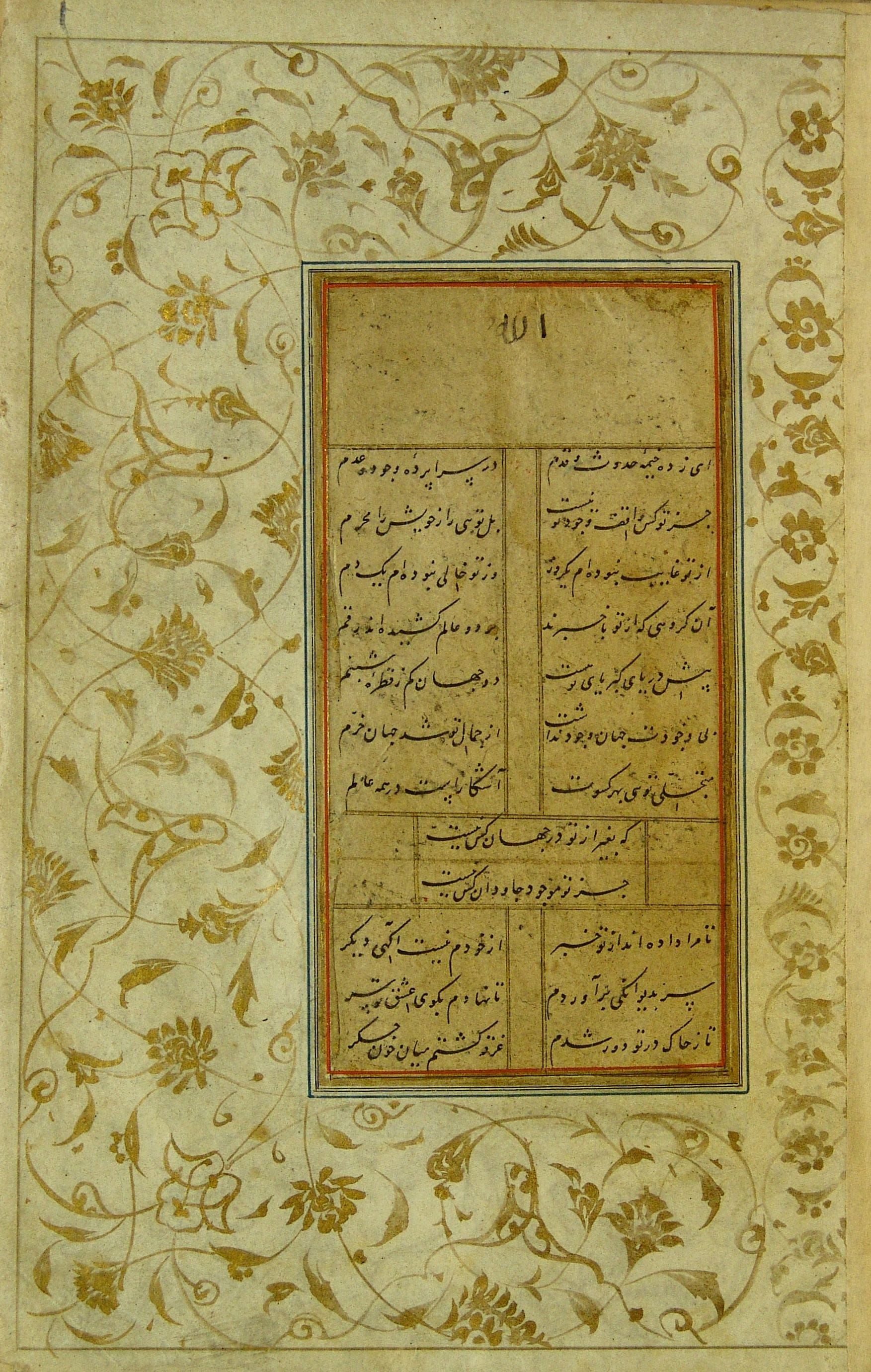
صفحة من مخطوطة جولشان رز التي نسخها جعفر التبريزي بخط النستعليق (ازدهر 1412-1431). موجودة في مكتبة آستان قدس رضوي

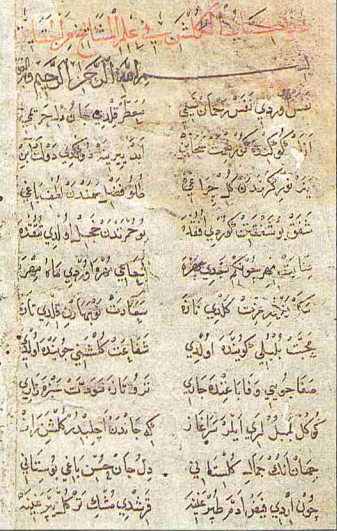
الترجمة الأذرية لكتاب جولشان رز للشيخ علوان الشيرازي

جولشان رز ( الفارسية: گلشن راز "حديقة الورود والأسرار") هي مجموعة قصائد كتبها الشيخ محمود شبستري في القرن الرابع عشر. ويعتبر أحد أعظم الأعمال الفارسية الكلاسيكية في التراث الصوفي الإسلامي المعروف في الغرب باسم التصوف. وتعتمد القصائد في معظمها على العرفان والإسلام والتصوف والعلوم المعتمدة عليها.
أُلف الكتاب حوالي عام 1311 في أبيات مقفاة. وقد كُتب ردًا على سبعة عشر استفسارًا تتعلق بالميتافيزيقا الصوفية التي طرحها روخ الدين أمير حسين الهروي (ت 1318) على "الأدباء الصوفيين في تبريز". وكان أيضًا المرجع الرئيس الذي استخدمه فرانسوا بيرنييه عند شرح التصوف لأصدقائه الأوروبيين (في: رسالة في هدوء الهند ؛ 1688). في اللغة الإنجليزية، يُطلق على عنوان الكتاب عدة أسماء مثل "حديقة الأسرار"، أو "حديقة الغموض"، أو "حديقة الورود الصوفية"، أو "حديقة الورود السرية".
قام الشاعر الصوفي الشيخ علوان الشيرازي بترجمة قصيدة جولشان راز إلى الشعر التركي الأذربيجاني.

هذا هو البيت الافتتاحي لـ جولشان رز:
به نام آنکه جان را فکرت آموخت / چراغ دل به نور جان برافروخت
باسم الذي علم النفس التفكير،

## الطبعات الإنجليزية
- حديقة الورود السرية؛ ترجمة إدوارد هنري وينفيلد؛ 1920، إنجلترا.

## طالع أيضًا
- جولشان عشق

## روابط خارجية
- جولشان رز باللغة الإنجليزية
- في أمازون